# Coupe de Belgique féminine de football 2015-2016
Navigation
Édition précédente Édition suivante
La Coupe de Belgique de football féminin 2015-2016 est la 40e édition de la compétition. La finale se joue le samedi 17 avril 2016  au Kuipje à Westerlo. Elle oppose le Lierse SK, (4e finale), au RSC Anderlecht, (16e finale). Le Lierse SK enlève sa 2e Coupe de Belgique. 

## Calendrier de la compétition
| Tour | Nom                 | Dates retenues  |
| ---- | ------------------- | --------------- |
|      | Huitièmes de finale | 5 décembre 2015 |
|      | Quarts de finale    | 6 février 2016  |
|      | Demi-finales        | 24 février 2016 |
|      | Finale              | 17 avril 2016   |

## Huitièmes  de finale
Les huitièmes de finale se jouent le samedi 5 décembre 2015. Les matchs se jouent en une manche.
| Équipe 1                 | Score | Équipe 2            |
| KSK Heist                | 2 - 1 | DV Famkes Merkem    |
| K. Massenhoven VC        | 2 - 1 | OHL                 |
| Standard de Liège        | 4 - 1 | DVC Eva's Tirlemont |
| SV Zulte Waregem         | 2 - 1 | Lierse SK B         |
| RSC Anderlecht B         | 1 - 5 | RSC Anderlecht      |
| VC Dames Eendracht Alost | 0 - 3 | AA Gand Ladies B    |
| K Kontich FC             | 1 - 6 | Ladies Genk         |
| AA Gand Ladies           | 0 - 5 | Lierse SK B         |

## Quarts de finale
Les quarts de finale se jouent le samedi 6 février 2016. Les matchs se jouent en une manche.
| Équipe 1          | Score | Équipe 2         |
| KSK Heist         | 3 - 1 | K Massenhoven VC |
| SV Zulte Waregem  | 2 - 3 | Ladies Genk      |
| RSC Anderlecht    | 3 - 0 | AA Gand Ladies B |
| Standard de Liège | 0 - 1 | Lierse SK        |

## Demi-finales
Les demi-finales se jouent le mercredi 24 février 2016. Les matchs se jouent en une manche.
| Équipe 1    | Score | Équipe 2       |
| Ladies Genk | 2 - 3 | RSC Anderlecht |
| KSK Heist   | 0 - 2 | Lierse SK      |

## Finale
| Équipes            | Lierse SK-RSC Anderlecht |
| Score              | 2 - 1 |
| Date               | Dimanche 17 avril 2016 |
| Stade              | Het Kuipje, Westerlo |
| Arbitre            | |
| Assistants-arbitre | |
| Lierse SK          | Justien Odeurs, Caroline Berrens, Tinne van den Bergh, Jette Van Vlerken, Justine Vanhaevermaet, Jana Coryn (96e Lore Asselberghs), Silke Demeyere, Hannelore Van Poppel, Lien Mermans (c) (86e Yenthe Kerkhofs), Nicky Van Den Abbeele, Tine De Caigny         |
| RSC Anderlecht     | Diede Lemey, Ella Van Kerkhoven (61e Laura De Neve), Heleen Jaques, Nadine Hanssen (64e Noémie Gelders), Pauline Crammer, Anaelle Wiard, Laura Deloose, Justine Blave (80e Henriette Awete), Lola Wajnblum, Marlies Verbruggen, Solange Rodrigues Carvalhas (c) |
| Buts               | 31e Jana Coryn 1-0, 45e Jana Coryn 2-0, 71e Anaelle Wiard 2-1 |
| Cartes jaunes      | 52e Nadine Hanssen |